# Crançot

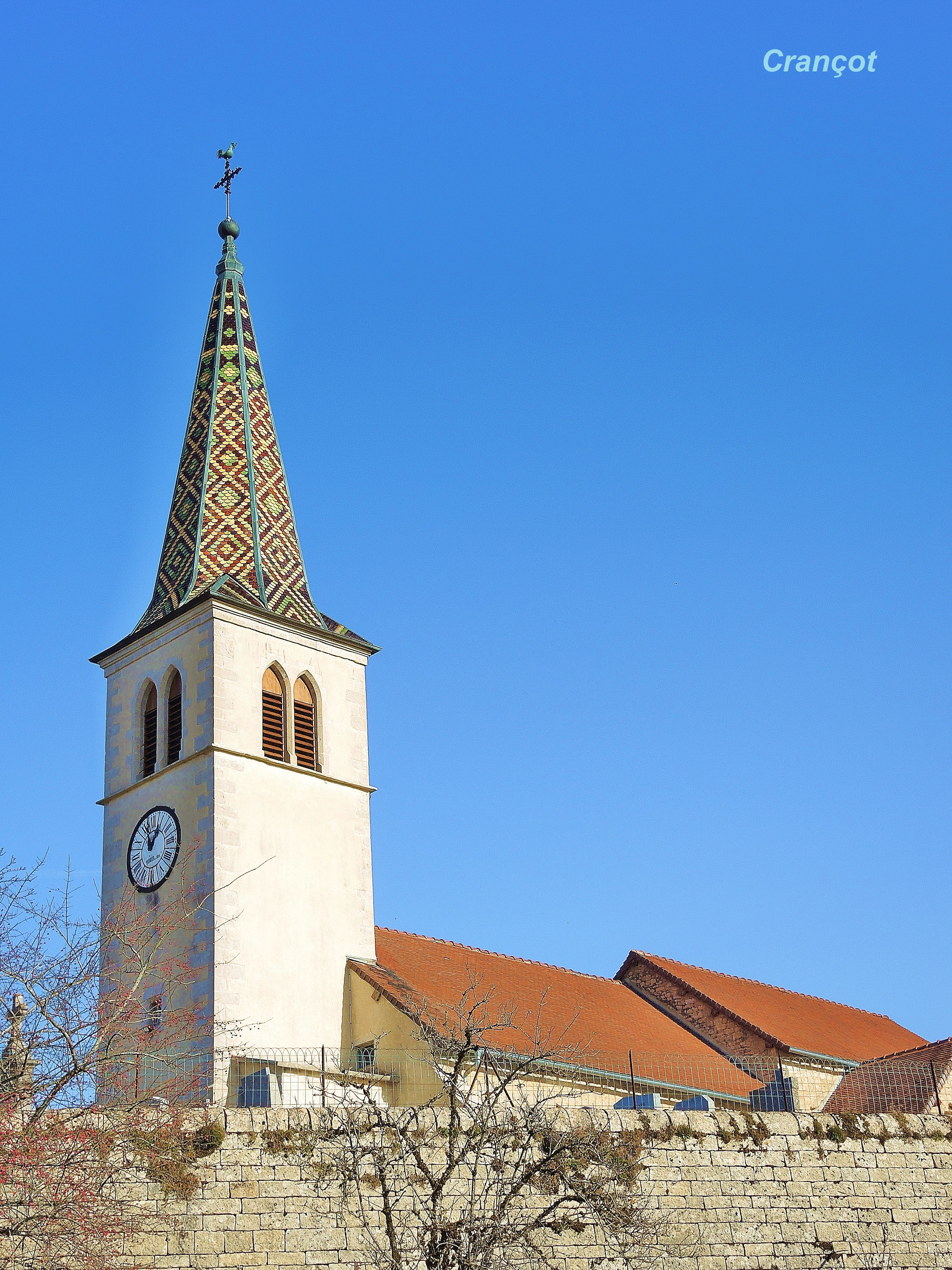
Église Sainte-Marie-Madeleine.

Crançot est une ancienne commune française située dans le département du Jura en région Franche-Comté, devenue, le 1er janvier 2016, une commune déléguée de la commune nouvelle de Hauteroche en région Bourgogne-Franche-Comté.

## Géographie
Crançot fait partie du canton de Conliège et se situe sur le premier plateau jurassien. C'est le plus gros village de la communauté de communes du premier plateau, en comptant environ 500 habitants, et accueillant quelques commerces et services permettant au village d'être relativement indépendant de Lons-le-Saunier, à 15 km.

### Communes limitrophes

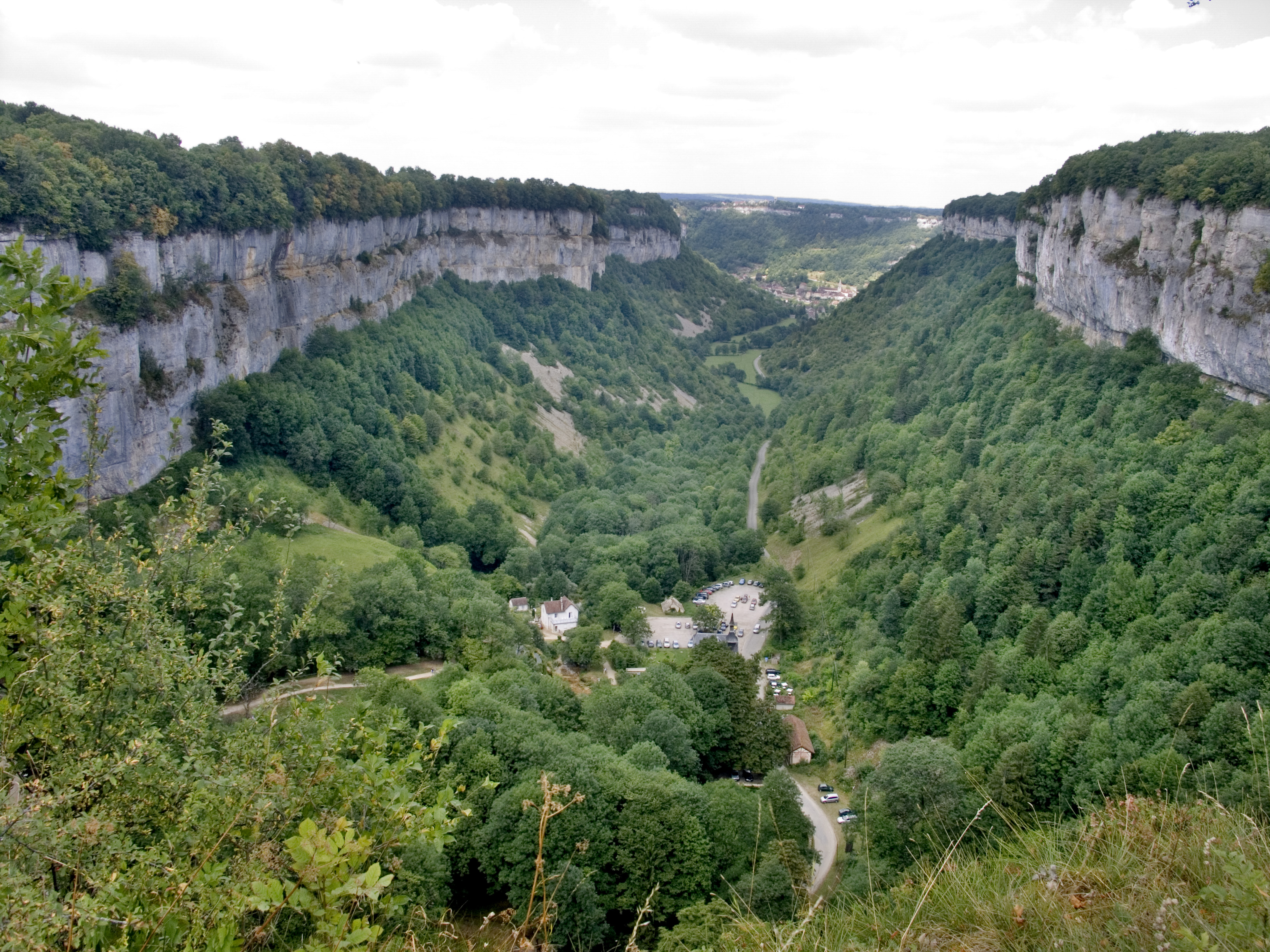
Reculée de Baume-les-Messieurs depuis le belvedère de Crançot.

### Lieux-dits et écarts
À 1,5 km du centre du village, le lieu-dit « Sur Roche » surplombe la reculée de Baume-les-Messieurs.

## Histoire
Historiquement, Crançot était un village de carrières, et les pierres calcaires de Crançot ont été largement utilisées dans les constructions locales, mais également exportées dans la région.
On prête à Rousset[Lequel ?] les mots suivants, au sujet de Crançot : « on trouve sur le territoire […] des carrières de pierre à bâtir, à polir et de taille, dont les produits sont, avec ceux des carrières de Saint-Maur, les plus estimés du Jura. La pierre de Crançot est parfaitement litée, de couleur blanche, d'un grain fin, cristallin, et fournit des blocs énormes. Le célèbre architecte Soufflot la regardait comme une des meilleures et des plus belles pierres à bâtir qui fussent en France. »
Les pierres de Crançot ont été utilisées dans la construction de nombreux édifices, de l'ancienne mairie-école du village jusqu'au Panthéon de Paris.
L'exploitation des carrières a cessé au milieu de XXe siècle.

## Lieux et monuments

### Voies
| 33 odonymes recensés à Crançot au 24 novembre 2013       | 33 odonymes recensés à Crançot au 24 novembre 2013 | 33 odonymes recensés à Crançot au 24 novembre 2013 | 33 odonymes recensés à Crançot au 24 novembre 2013 | 33 odonymes recensés à Crançot au 24 novembre 2013 | 33 odonymes recensés à Crançot au 24 novembre 2013 | 33 odonymes recensés à Crançot au 24 novembre 2013 | 33 odonymes recensés à Crançot au 24 novembre 2013 | 33 odonymes recensés à Crançot au 24 novembre 2013 | 33 odonymes recensés à Crançot au 24 novembre 2013 | 33 odonymes recensés à Crançot au 24 novembre 2013 | 33 odonymes recensés à Crançot au 24 novembre 2013 | 33 odonymes recensés à Crançot au 24 novembre 2013 | 33 odonymes recensés à Crançot au 24 novembre 2013 | 33 odonymes recensés à Crançot au 24 novembre 2013 | 33 odonymes recensés à Crançot au 24 novembre 2013 |
| Allée                                                    | Avenue                                             | Bld                                                | Chemin                                             | Cours                                              | Impasse                                            | Côte                                               | Passage                                            | Place                                              | Quai                                               | Rd-point                                           | Route                                              | Rue                                                | Ruelle                                             | Autres                                             | Total                                              |
| -------------------------------------------------------- | -------------------------------------------------- | -------------------------------------------------- | -------------------------------------------------- | -------------------------------------------------- | -------------------------------------------------- | -------------------------------------------------- | -------------------------------------------------- | -------------------------------------------------- | -------------------------------------------------- | -------------------------------------------------- | -------------------------------------------------- | -------------------------------------------------- | -------------------------------------------------- | -------------------------------------------------- | -------------------------------------------------- |
| 0                                                        | 0                                                  | 0                                                  | 2                                                  | 0                                                  | 7                                                  | 0                                                  | 0                                                  | 1                                                  | 0                                                  | 0                                                  | 6                                                  | 12                                                 | 0                                                  | 5                                                  | 33                                                 |
| Notes « N »                                              | Notes « N »                                        | Notes « N »                                        | 1.                                                 | 1.                                                 | 1.                                                 | 1.                                                 | 1.                                                 | 1.                                                 | 1.                                                 | 1.                                                 | 1.                                                 | 1.                                                 | 1.                                                 | 1.                                                 | 1.                                                 |
| Sources : rue-ville.info & OpenStreetMap & FNACA 39 GAJE |                                                    |                                                    |                                                    |                                                    |                                                    |                                                    |                                                    |                                                    |                                                    |                                                    |                                                    |                                                    |                                                    |                                                    |                                                    |

### Patrimoine religieux
- Église Sainte-Marie-Madeleine (XVIe s), inscrite à l'IGPC depuis 1986[1] ;
- Oratoire (XVIIIe s), inscrit à l'IGPC depuis 1986[2] ;
- Presbytère (XIXe s), inscrit à l'IGPC depuis 1986[3].

### Patrimoine civil
- Vestiges de voie romaine ;
- Gouffre romain ;
- Fermes (XVIIIe-XIXe), inscrites à l'IGPC depuis 1986[4],[5],[6],[7],[8],[9],[10] ;
- Cabane en laves ;
- Mairie-école (XIXe), inscrite à l'IGPC depuis 1986[11] ;
- Mare et fontaine du Sauget (XIXe).

### Patrimoine naturel
- Reculée de Baume-les-Messieurs, à proximité.

## Politique et administration
| Période        | Période          | Identité        | Étiquette | Qualité                                                          |
| -------------- | ---------------- | --------------- | --------- | ---------------------------------------------------------------- |
| avant 1981     | 1983             | Henri Girod     |           |                                                                  |
| 1983           | 31 décembre 2015 | Étienne Garnier | DVG       | Conseiller général du Canton de Conliège (2006-2008)             |
| 6 janvier 2016 |                  | Daniel Segut    |           | Maire de la commune nouvelle de Hauteroche ; réélu le 18/05/2020 |

## Démographie
L'évolution du nombre d'habitants est connue à travers les recensements de la population effectués dans la commune depuis 1793. À partir du 1er janvier 2009, les populations légales des communes sont publiées annuellement dans le cadre d'un recensement qui repose désormais sur une collecte d'information annuelle, concernant successivement tous les territoires communaux au cours d'une période de cinq ans. 
Pour les communes de moins de 10 000 habitants, une enquête de recensement portant sur toute la population est réalisée tous les cinq ans, les populations légales des années intermédiaires étant quant à elles estimées par interpolation ou extrapolation. Pour la commune, le premier recensement exhaustif entrant dans le cadre du nouveau dispositif a été réalisé en 2006,.
En 2013, la commune comptait 605 habitants, en évolution de +22,72 % par rapport à 2008 (Jura : −0,23 %, France hors Mayotte : +2,49 %).
| 1793 | 1800 | 1806 | 1821 | 1831 | 1836 | 1841 | 1846 | 1851 |
| ---- | ---- | ---- | ---- | ---- | ---- | ---- | ---- | ---- |
| 580  | 572  | 604  | 635  | 642  | 630  | 638  | 687  | 631  |

| 1856 | 1861 | 1866 | 1872 | 1876 | 1881 | 1886 | 1891 | 1896 |
| ---- | ---- | ---- | ---- | ---- | ---- | ---- | ---- | ---- |
| 654  | 608  | 569  | 572  | 509  | 508  | 496  | 473  | 444  |

| 1901 | 1906 | 1911 | 1921 | 1926 | 1931 | 1936 | 1946 | 1954 |
| ---- | ---- | ---- | ---- | ---- | ---- | ---- | ---- | ---- |
| 422  | 414  | 404  | 385  | 378  | 364  | 380  | 366  | 348  |

| 1962 | 1968 | 1975 | 1982 | 1990 | 1999 | 2006 | 2011 | 2013 |
| ---- | ---- | ---- | ---- | ---- | ---- | ---- | ---- | ---- |
| 362  | 376  | 355  | 454  | 485  | 489  | 484  | 586  | 605  |

## Galerie photo

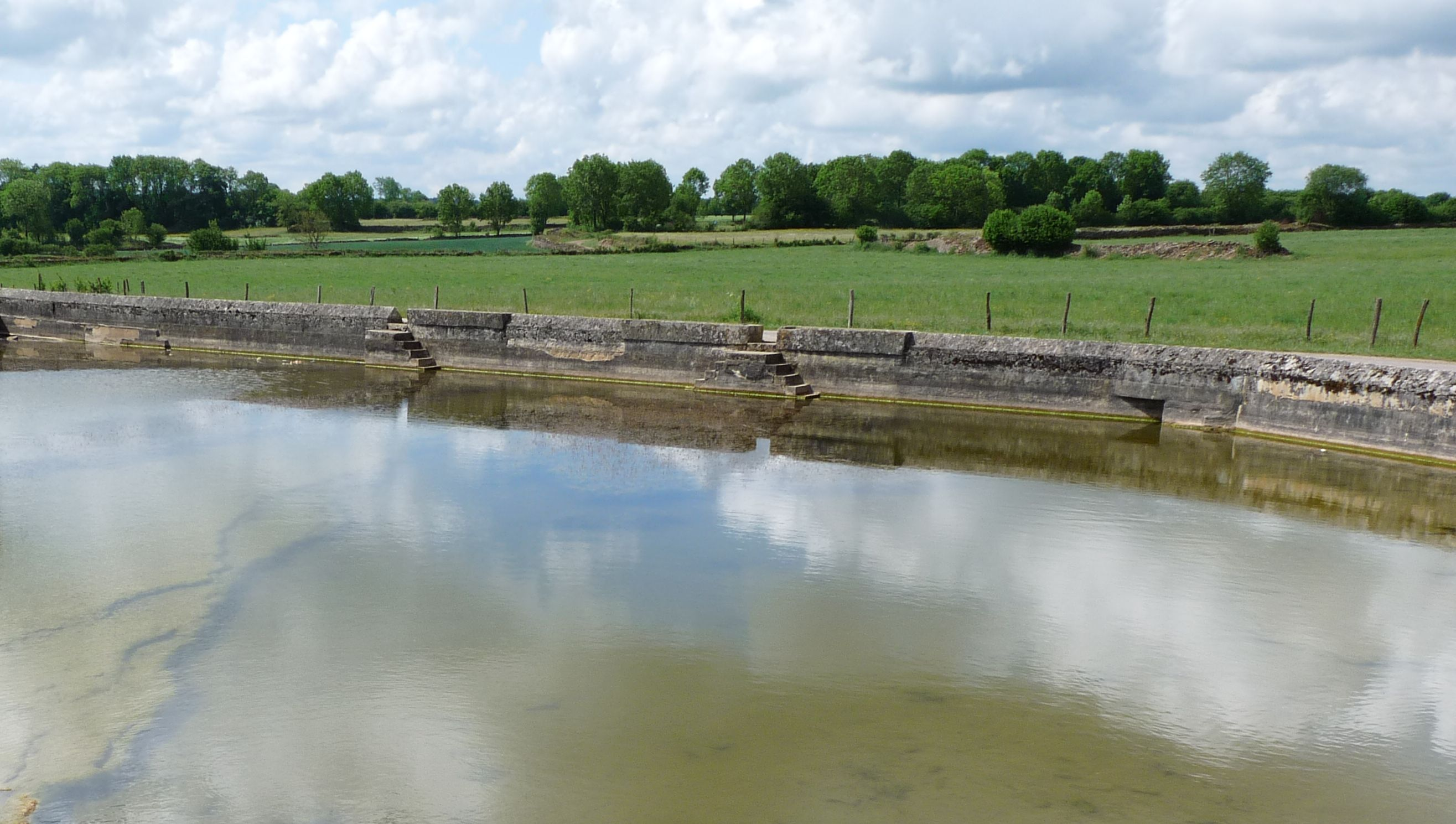
La mare et les abreuvoirs du Sauget.
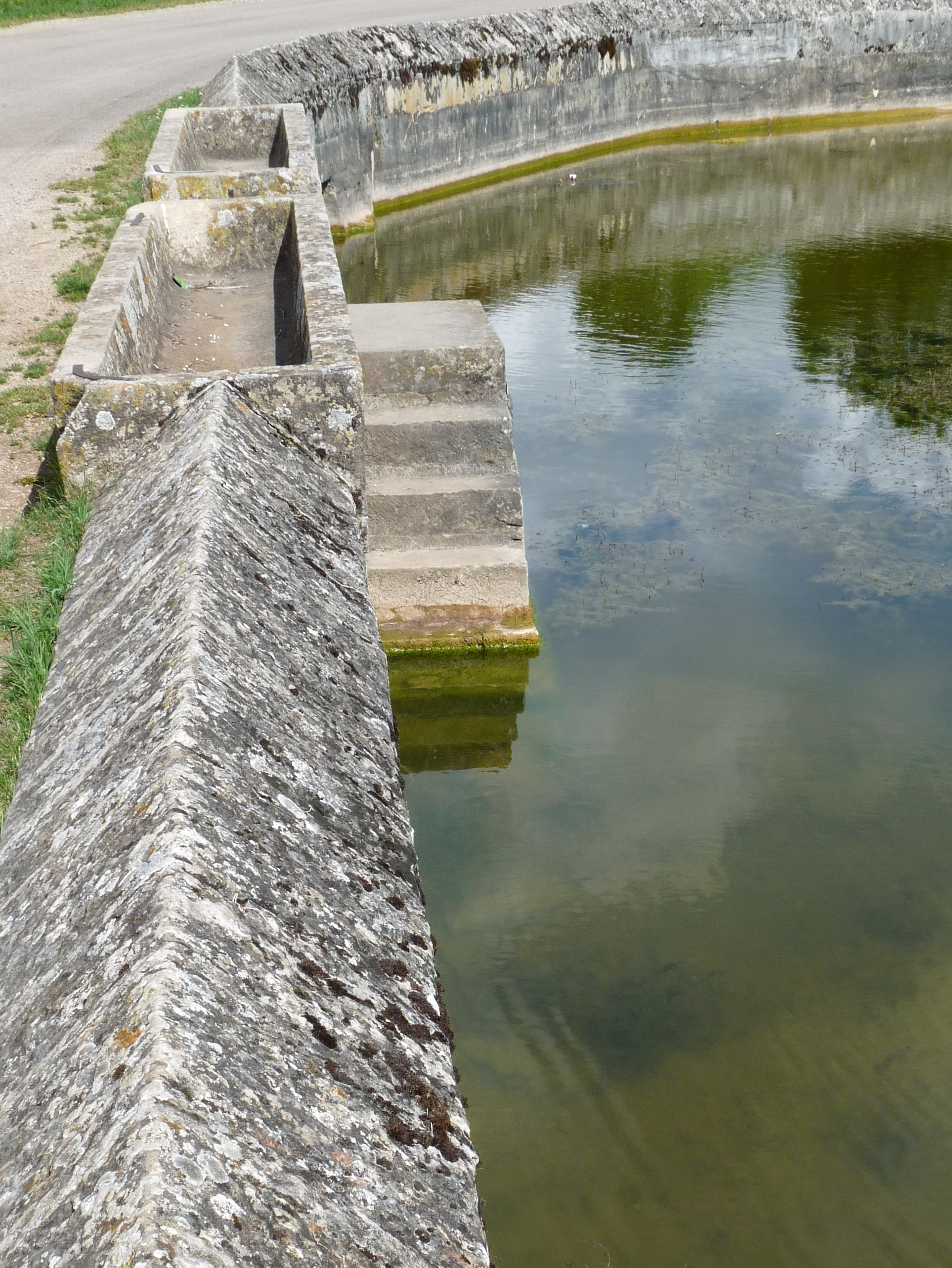
Duo d'abreuvoirs du Sauget.